# Satyrus kullmanni
Satyrus kullmanni är en fjärilsart som beskrevs av Colin W. Wyatt och Keiichi Omoto 1966. Satyrus kullmanni ingår i släktet Satyrus och familjen praktfjärilar. Inga underarter finns listade.